# Paris, Texas
Paris, Texas er dramafilm fra 1984 instrueret af Wim Wenders. Filmen, der er europæisk produceret, er optaget og foregår i USA med amerikanske skuespillere. Manuskriptet er skrevet af L.M. Kit Carson og Sam Shepard, og filmens markante musik er skrevet og spillet af Ry Cooder.

## Handling
Filmen begynder med, at en udmagret, tavs mand (Harry Dean Stanton) vakler ind på et cafeteria i udkanten af Texas-ørkenen, hvor han besvimer. En lurvet læge på stedet finder et telefonnummer på manden og ringer op. Det viser sig at være mandens bror i Los Angeles. Broderen Walt (Dean Stockwell) henter Travis, som manden hedder. Travis har været forsvundet i fire år, og i mellemtiden har Walt og hans kone Anne (Aurore Clement) taget Travis' søn, Hunter (Hunter Carson), ind i familien, da Travis forsvandt. I begyndelsen taler Travis overhovedet ikke, og syvårige Hunter har det svært med den far, som han kun svagt husker.
Omsider begynder Travis at tale og tage sig af Hunter. Han forsøger at finde tilbage til den mand, han var, inden han forsvandt. Efterhånden går det op, at hans liv brød sammen, da hans kone Jane (Natassja Kinski) forlod ham. Travis tager nu sammen med Hunter ud for at lede efter Jane, og han finder hende til sidst i et peepshow i Houston. Han bliver anonym kunde hos hende og får hende til at tale; efterhånden finder Jane ud af, hvem hendes noget anderledes kunde er, og hun må overveje, om hun har gjort det rigtige.

## Medvirkende
- Harry Dean Stanton – Travis
- Natassja Kinski – Jane
- Hunter Carson – Hunter
- Dean Stockwell – Walt
- Aurore Clement – Anne

## Filmsprog
Filmen er kendt for at vise amerikanske landskaber fra såvel deres grimme som smukke side. I begyndelsen ser man ørkenlandskabet ligge goldt og trist, hvor Travis kommer travende som ud af intetheden. Man ser efterfølgende forfald i form af slidte skilte, huse med manglende vedligehold, nedlagte jernbanespor og de endeløse landeveje.
Senere følger scener i Los Angeles' mondæne forstæder, inden Travis og hans søn vender tilbage til Texas, nu i Houston. Her følger en række scener i knap så pæne omgivelser, centreret omkring en bank og det peepshow, hvor Jane arbejder. Filmen er i Newsweek blevet betegnet som en beretning om USA, der er et barskt sted, hvor mennesker kan forsvinde desperat.
Filmens titel refererer til den lille by af samme navn, men foregår ikke der. I filmen ser man nogle billeder fra byen, som Travis har. Det antydes at være hans fødeby.
Ry Cooders musik, der ofte har slideguitar i centrum, er med til at understrege landskaberne i filmen og den søgen i sit sind, Travis er på.

## Modtagelse
Filmen havde premiere i hovedkonkurrencen ved filmfestivalen i Cannes i 1984. Den vandt en række af festivalens priser, heriblandt Prix d'Or, Guldpalmerne. Den modtog efterfølgende en række priser; således fik Wenders prisen som bedste instruktør ved BAFTA-uddelingen, og filmen fik en Bodil for bedste ikke-amerikanske film. 
I andre kulturelle sammenhænge er filmen blevet refereret flere gange. U2's album The Joshua Tree er ifølge gruppen stærkt inspireret af filmen, og to skotske grupper, Travis og Texas har valgt navn efter filmen.